# トゥグラ

オスマン朝マフムト2世の署名。「アブデュルハミトの息子マフムト・ハン、永遠の勝利者」と読める

トゥグラあるいはトゥーラ（طغراء）とは、オスマン帝国のスルタンが使用したアラビア文字による署名のことである。日本の花押のように、個人によって形状や文言が異なる。

## トゥグラの歴史

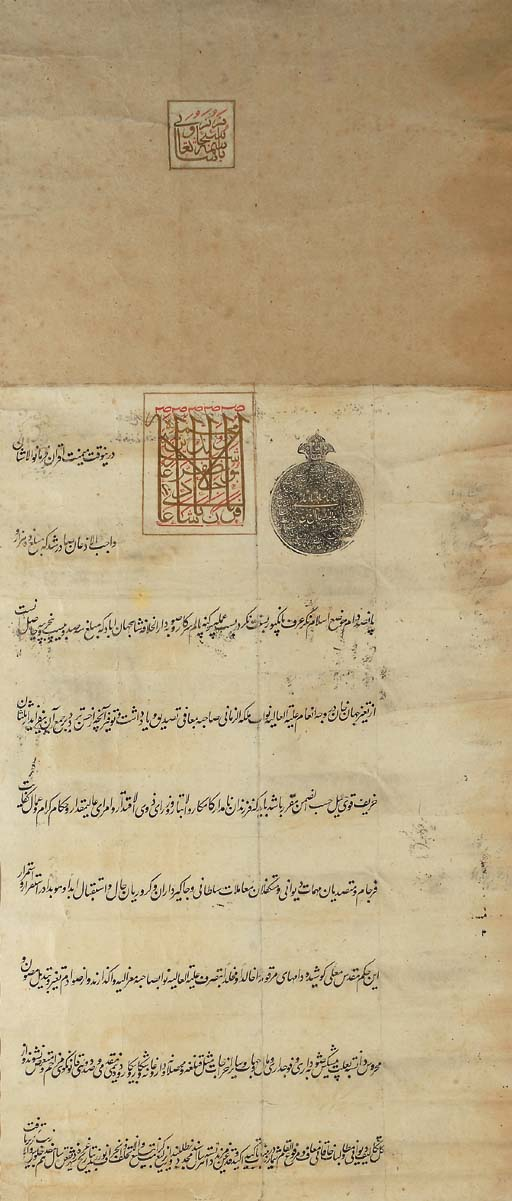
ムガル帝国の第15代皇帝シャー・アーラム2世によって発されたファルマーン（勅令）。黒インクのシャー・アーラム2世の署名と、赤インクのムガル帝国公式のトゥグラが書かれている。

## 一覧

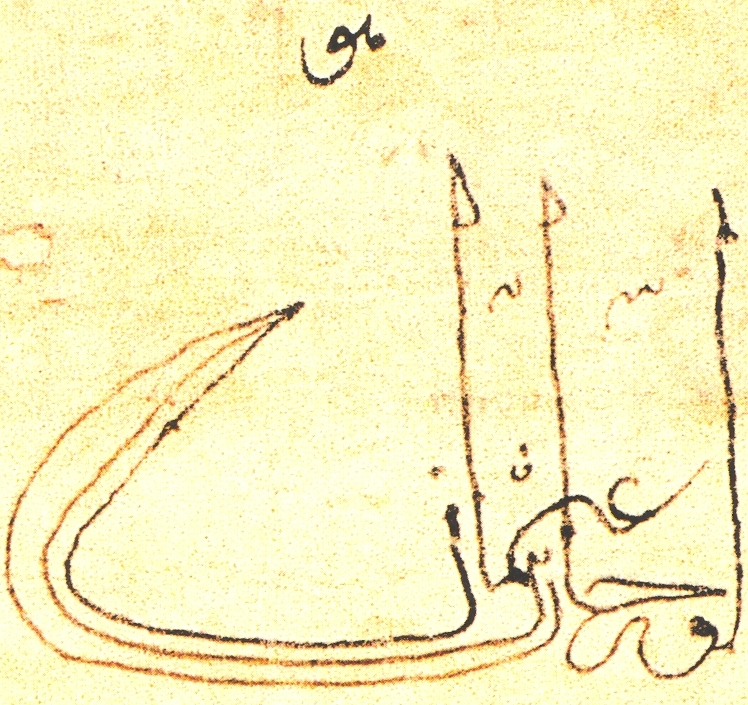
オルハンのトゥグラ（1326年）。最初のトゥグラと言われている。
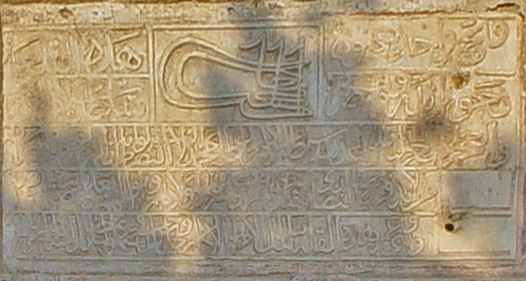
テッサロニキにて署名されたムラト2世のトゥグラ（1431年）
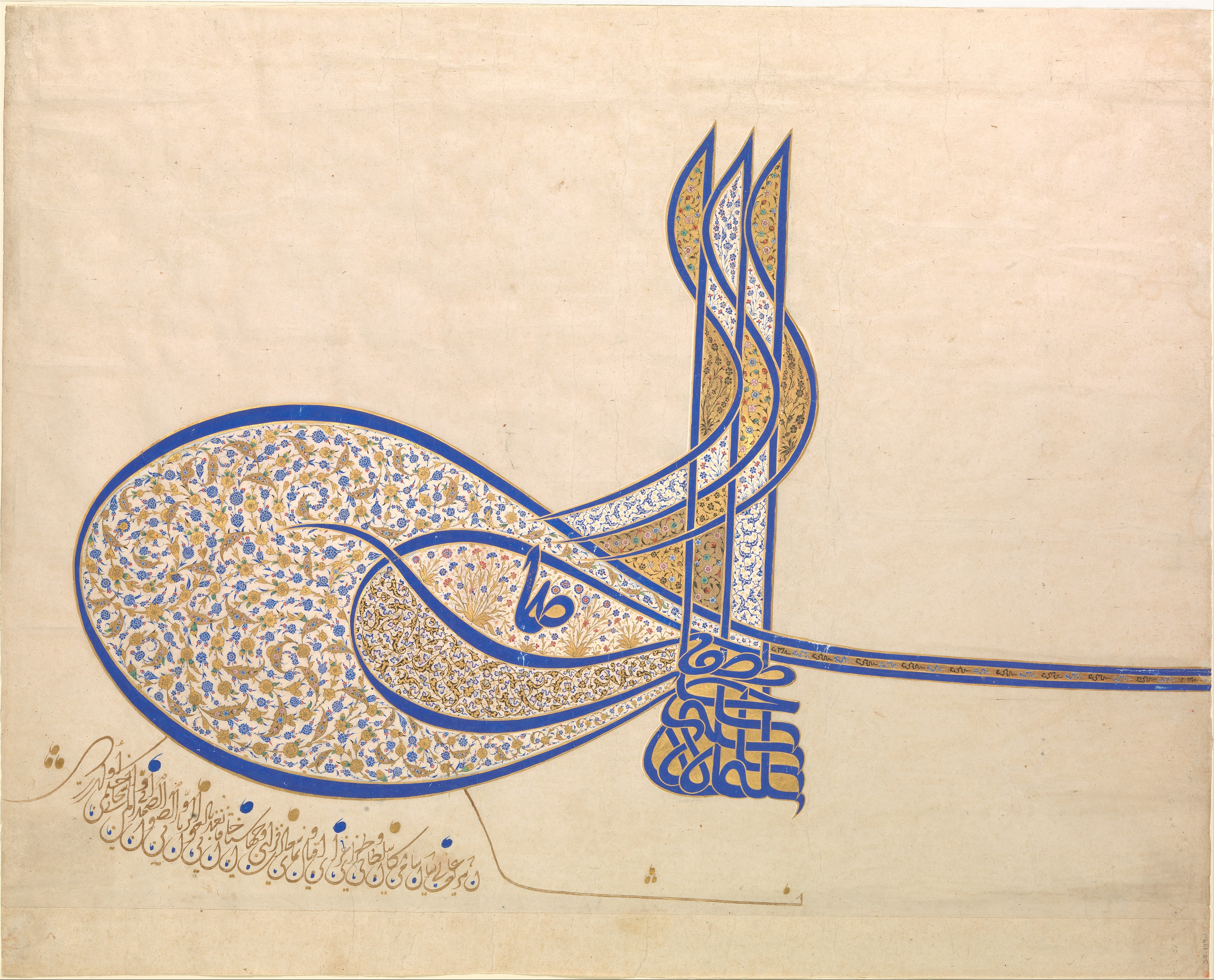
装飾されたスレイマン1世のトゥグラ（1520年）
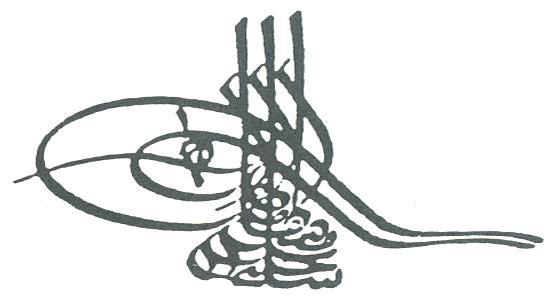
セリム3世のトゥグラ (1789年）
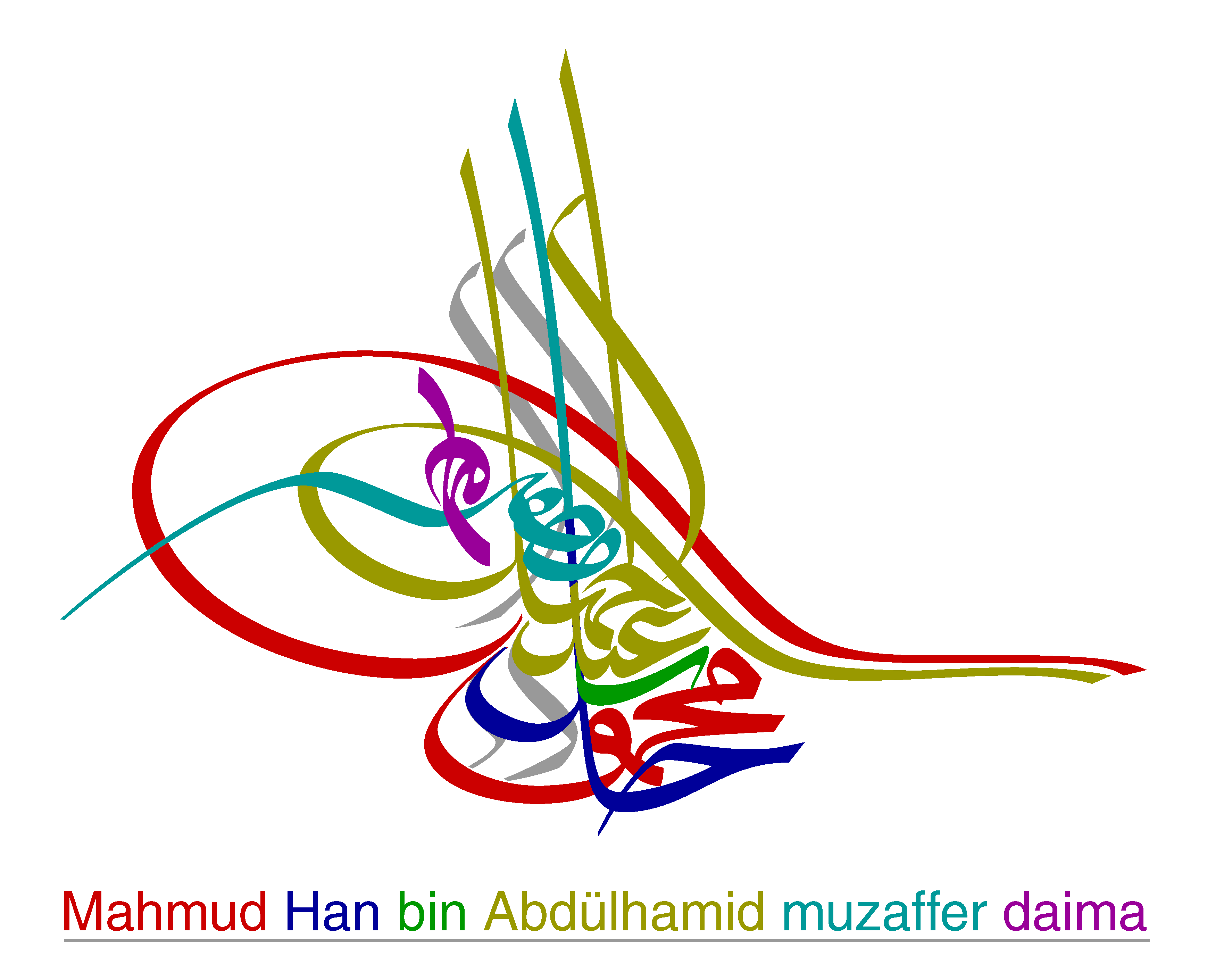
マフムト2世のトゥグラ（1808年）
アブデュルハミト2世のトゥグラ（1876年）
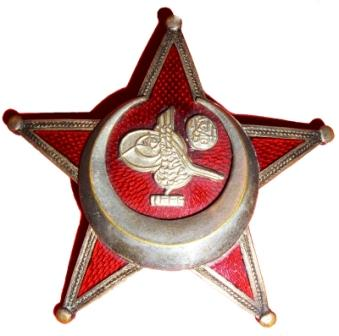
メフメト5世のトゥグラ（1909年）
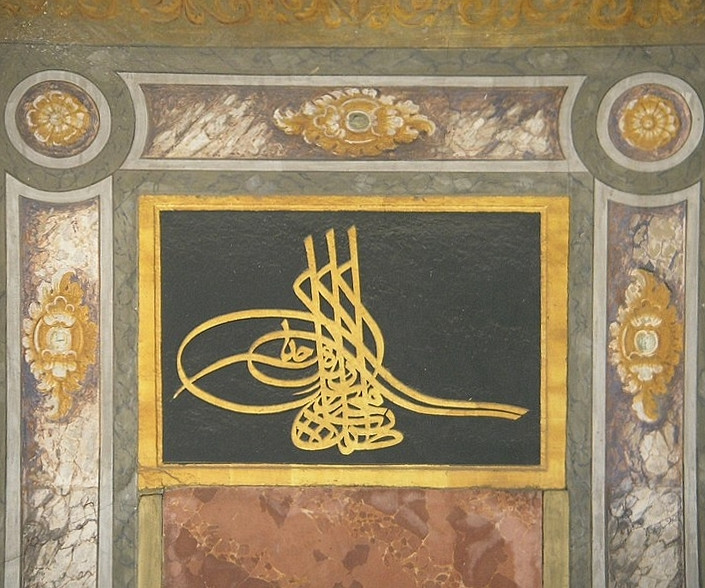
トプカプ宮殿の門に刻まれたトゥグラ
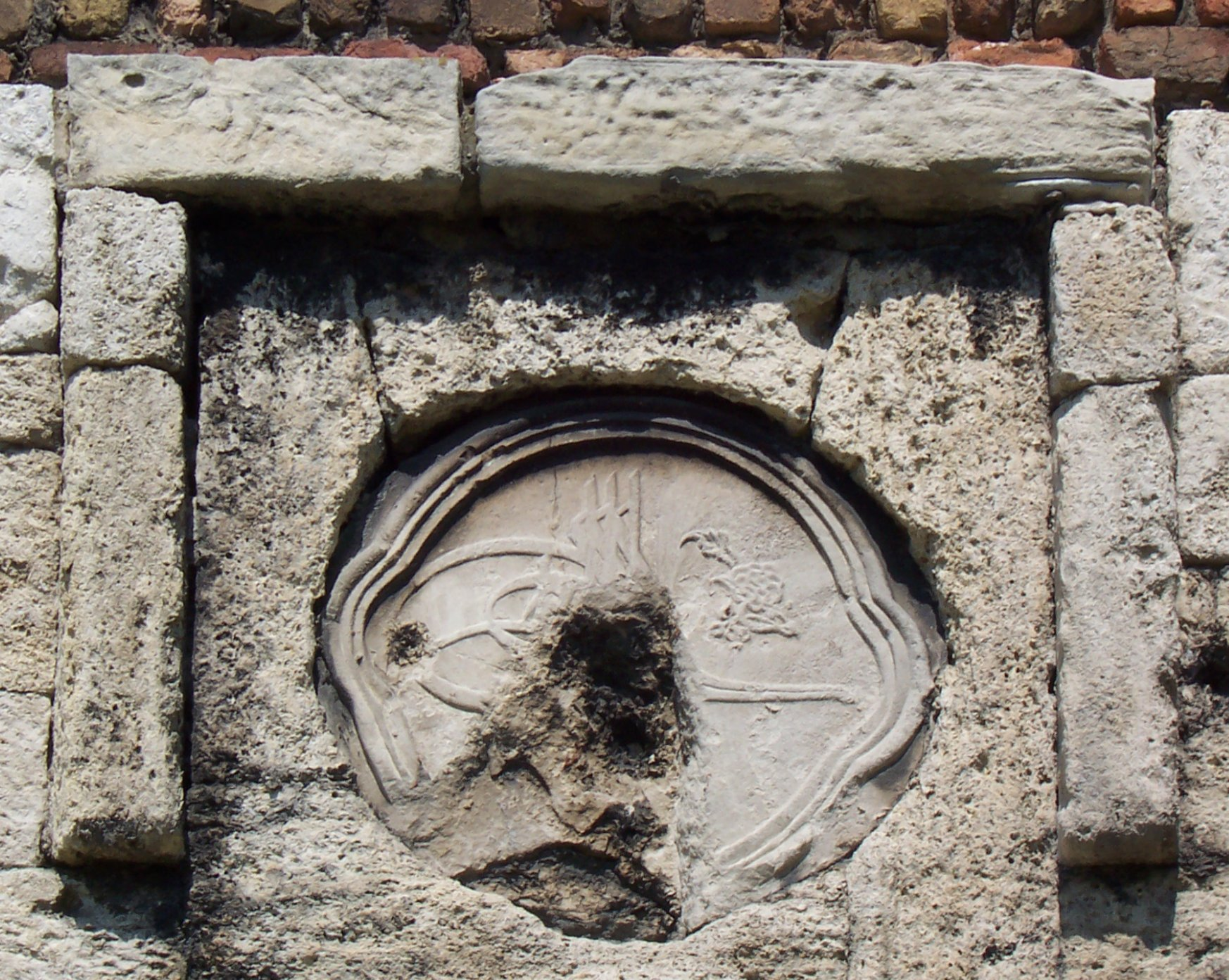
ベオグラードに残されたトゥグラ